# Brantôme
Brantôme foi uma comuna francesa, situada no departamento de Dordonha, na região da Nova Aquitânia. Brantôme pertencia ao arrondissement de Périgueux e ao cantão de Brantôme. A comuna ocupava uma área de 34,65 km², com uma altitude média de 103 m. Com 2 043 habitantes (1999), a densidade populacional era de 58 hab/km².
Em 1 de janeiro de 2016, passou a formar parte da nova comuna de Brantôme en Périgord.

Brasão de armas de Brantôme.

## Demografia
| 1962                                                                   | 1968 | 1975 | 1982 | 1990 | 1999 |
| ---------------------------------------------------------------------- | ---- | ---- | ---- | ---- | ---- |
| 1966                                                                   | 1991 | 2026 | 2101 | 2080 | 2043 |
| Contagem considerada a partir de 1962: Residentes sem duplo domicílio. |      |      |      |      |      |